# Cieśnina Wetar
Cieśnina Wetar (indonez. Selat Wetar) – cieśnina w Indonezji; łączy morze Sawu (poprzez cieśninę Ombai) z morzem Banda pomiędzy wyspami Wetar (na północy) i Timor (na południu); długość ok. 170 km, szerokość do 65 km. Istotny szlak żeglugowy.
Przy zachodnim wejściu do cieśniny na wyspie Timor leży miasto Dili.
Obszar w pobliżu cieśniny jest obfity w wiele różnych zwierząt, z których większość podlega ochronie. W 2008 roku naukowcy z Timoru Wschodniego i Australii badając cieśniny Wetar i Ombai odkryli w pobliżu głębokiego kanału morskiego wiele rzadkich gatunków, m.in. płetwale błękitne, wale dziobogłowe, grindwale pacyficzne, zwane też pilotami, delfiny grubogłowe i 6 innych rodzajów delfinów.